# مفارقة إي بي آر
مفارقة آينشتاين-بودولسكي-روزن (EPR paradox) هي تجربة فكرية اقترحها الفيزيائيون ألبرت أينشتاين وبوريس بودولسكي وناثان روزن وفسروها على أنها تشير إلى أن تفسير الواقع الفيزيائي المقدَّم من ميكانيكا الكم كان غير مكتملا. في مقالة نشرت في عام 1935 بعنوان «هل يمكن اعتبار وصف ميكانيكا الكم للواقع المادي بأنه كاملًا؟»، وحاولوا أن يثبتوا رياضياً أن وظيفة الموجة لا تتضمن معلومات كاملة عن الواقع الفيزيائي، بالإضافة إلى تفسير كوبنهاجن غير المرحّب به.
أُنجز العمل في معهد الدراسات المتقدمة في جامعة برينستون في عام 1934 والذي انضم إليه آينشتاين في العام السابق بعد أن هرب من ألمانيا النازية. إن جوهر التناقض هو أن الجسيمات يمكن أن تتفاعل بطريقة يمكن فيها تحديد كل من موقعها وعزمها بشكل أكثر دقة من مبدأ عدم التأكد لهايزنبرغ، إلا إذا كان تحديد جسيم واحد يؤثر على الفور على الآخر لمنع هذه الدقة والتي من شأنها أن تضمن نقل المعلومات بشكل أسرع من الضوء. لم تكن هذه النتيجة قد لوحظت سابقاً ويبدو أنها لم تكن معقولة في ذلك الوقت حيث تُعرف الظاهرة الآن باسم التشابك الكمّي.

## تاريخ تطورات مفارقة إي بي آر
نُشرت المادة التي طرحت لأول مرة تطورات هذه المفارقة في عام 1935 بعنوان «هل يمكن اعتبار وصف ميكانيكا الكم للواقع المادي بأنه كاملًا». نُشرت هذه المقالة في الصحيفة من قبل بوهر ثم تبع ذلك نقاشًا بين بوهر وآينشتاين حول الطبيعة الأساسية للواقع.
كان لآينشتاين شكوكه الخاصة في مبدأ عدم التأكد لهايزنبرغ ودور الاحتمالية في النظرية الكمّية. إن جوهر هذا النقاش لم يكن عن الاحتمالية (الصدفة) بل شيء أعمق حيث كان رأي آينشتاين كالتالي: «هل هناك واقع مادي موضوعي يراه كل مراقب من وجهة نظره الخاصة» وتجلّى رأي بوهر بالرد على آينشتاين حيث قال: «هل يشارك المراقب في خلق واقع فعلي من خلال الأسئلة التي يطرحها مع التجارب».
كافح آينشتاين حتى نهاية حياته لنظرية يمكنها أن تمتثل بشكل أفضل لفكرته عن السببية وذلك احتجاجًا على الرأي القائل بأنه لا يوجد واقع مادي موضوعي بخلاف ما يتم كشفه من خلال القياس المفسّر من حيث الشكلية الميكانيكية الكميّة. ومع ذلك، أجريت تجارب مماثلة لتلك الموصوفة في نص المفارقة منذ وفاة آينشتاين بدءًا من عام 1976 من قبل العلماء الفرنسيين في مركز ساكلي للأبحاث النووية. يبدو أن هذه التجارب تُظهر أن فكرة الواقعية المحلية خاطئة.

## ميكانيكا الكم وتفسيره
أثبتت نظرية الكم منذ أوائل القرن العشرين نجاحها في وصف الدقة الفعلية للواقع الفيزيائي للعالم المجهري والميكروسكوبي في تجارب فيزيائية متعددة قابلة للاستنساخ.
تطوّر ميكانيكا الكم بهدف وصف الذرات وشرح الخطوط الطيفية المرصودة في جهاز القياس. يبدو أن التفسيرات الفلسفية للظواهرة الكمّية هي مسألة أخرى فقد طرحت أسئلة حول كيفية تفسير الصياغة الرياضية لميكانيكا الكم مجموعة متنوعة من الأجوبة المختلفة من أناس مختلفين في وجهة النظر الفلسفية.

## معارضة أينشتاين
كان آينشتاين أبرز المعارضين لتفسير كوبنهاجن. في رأيه، كانت ميكانيكا الكم غير مكتملة. وتعليقًا على ذلك، افترض كتّاب آخرون مثل جون فون نيومان وديفيد بوم أنه يجب أن تكون هناك متغيرات مخفية مسؤولة عن نتائج القياس العشوائي، وهو أمر لم يُطالب به صراحة في النص الأصلي.
لقد مكَّنت مفارقة إي بي آر النقاش الفلسفي للتحول نحو حجة مادية. يدّعي المؤلفون أنه في ضوء تجربة محددة تكون فيها نتيجة القياس معروفة قبل إجراء القياس، ويجب أن يكون هناك شيء ما في العالم الحقيقي «عنصر الواقع» الذي يحدد نتيجة القياس.
إنهم يفترضون أن عناصر الواقع هذه محلية بمعنى أن كل عنصر ينتمي إلى نقطة معينة في الزمكان. كل عنصر قد يتأثر فقط بالأحداث التي تقع في مخروط الضوء الخلفي من النقطة في الزمكان (أي الماضي). تستند هذه الادعاءات على افتراضات حول الطبيعة وتشكل ما يعرف الآن بالواقعية المحلية.

## وصف المفارقة
تتحدى مفارقة إي بي آر الأصلية التنبؤ بميكانيك الكم أنه من المستحيل معرفة كل من موقع وعزم جسيم الكم. يمكن تمديد هذا التحدي إلى أزواج أخرى من الخصائص الفيزيائية.

### نص مفارقة إي بي آر
يهدف النص الأصلي إلى وصف ما يجب أن يحدث للنظامين الأول والثاني، والذي نسمح بالتفاعل معهما، وبعد مرور بعض الوقت نفترض أنه لم يعد هناك أي تفاعل بين الجزئين.
أعطى مانجيت كومار في عام 2009 أمثلة تتضمن وصف المفارقة حيث قال «هناك جسيّمان (A و B) يتفاعلان لفترة وجيزة ثم يتحركان في اتجاهين متعاكسين». وفقًا لمبدأ اللاحتمية الذي يقول أنه من المستحيل قياس العزم وموضع الجسيّم B بالضبط. ومع ذلك، من الممكن قياس الموضع الدقيق للجسيم A من خلال الحساب وبالتالي مع الموقع الدقيق للجسيم A المعروف، يمكن معرفة الموقع الدقيق للجسيم B. بدلاً من ذلك، يمكن قياس العزم الدقيق للجسيم A بحيث يمكن استخلاص العزم الدقيق للجسيم B. كتب كومار: «يناقش نص المفارقة بأنه قد يثبت أن الجسيم B يمكن أن يكون له قيم دقيقة بما يخصّ الموقف والزخم، وإن الجسيمات B لها موقف حقيقي وعزم حقيقي».

### القياسات على حالة متشابكة
نفترض أن لدينا مصدر ينبعث منه أزواج الإلكترون-البوزيترون مع إرسال الإلكترون إلى الوجهة A حيث يوجد مراقب يدعى أليس، ويرسل البوزيترون إلى الوجهة B حيث يوجد مراقب يدعى بوب. وفقًا لميكانيكا الكم، يمكننا ترتيب مصدرنا بحيث يحتل كل زوج من المنابع حالة كمية تسمى الدوران الأحادي (Spin Singlet)، وبالتالي يقال أن الجسيمان متشابكان. يمكن اعتبار هذا بمثابة تطابق كمّي لحالتين ،ونسميهما: الحالة الأولى والحالة الثانية. في الحالة الأولى، يدور الإلكترون في اتجاه تصاعدي على طول محور الدوران (+z) ويدور البوزيترون باتجاه الأسفل على طول محورالدوران (-z). في الحالة الثانية، يدور الإلكترون على المحور (-z) ويكون البوزترون على المحور (+z). بسبب حالة تشابك الجسيمان ، فإنه من المستحيل معرفة الحالة المحددة للدوران لأي جسيم في الدوران الأحادي من دون قياس.

## حل المفارقة

### المتغيرات المخفية

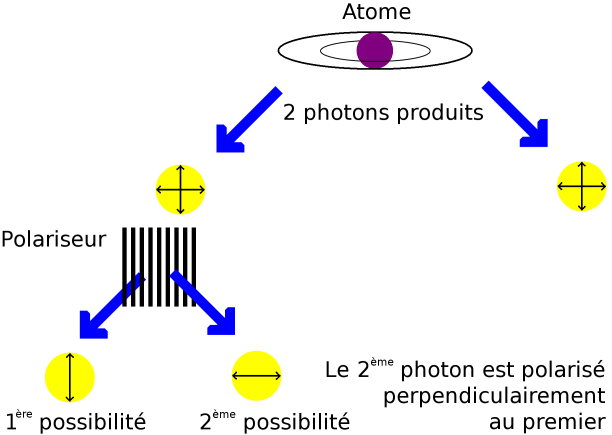
رسم تخطيطي لتجربة تصف مفارقة EPR: "" تنبعث فوتونان من الذرة. قبل المرور عبر المستقطب polariseur ، تكون حالات الاستقطاب للفوتونين غير محددة: تتميز هاتان الحالتان في أحسن الأحوال بتشابك حالتين من حالات الاستقطاب ، أفقيًا ورأسيًا. ومع ذلك ، بافتراض أن الزخم الزاوي الكلي للنظام هو صفر ، فإن الحفاظ على هذا الأخير يتطلب أن يكون للفوتونين استقطابين متعاكسين. في مفارقة EPR ، قد يعني هذا أن استقطاب الفوتون الثاني يكون معروفا ، حتى دون قياسه. قد يفسر التشابك الكمي للفوتونين هذه الظاهرة.

هناك عدة طرق لحل مفارقة إي بي آر. النموذج الذي اقترحه النص هو أنه على الرغم من نجاح ميكانيكا الكم في مجموعة واسعة من السيناريوهات التجريبية، هي في الواقع نظرية غير مكتملة. بعبارة أخرى، لم تُكتشف كامل نظرية الطبيعة حيث تعمل ميكانيكا الكم كنوع من التقريب الإحصائي (وإن كان نجاحًا كبيرا للغاية). على عكس ميكانيكا الكم، تحتوي النظرية الأكثر اكتمالاً على متغيرات مطابقة لكل عناصر الواقع. يجب أن تكون هناك آلية غير معروفة تعمل على هذه المتغيرات لتثير التأثيرات المرصودة للملاحظات الكمّية غير التنبؤية" أي مبدأ اللاحتمية لهايزنبرغ. تسمى هذه النظرية بنظرية المتغير المخفي.

### أمل آينشتاين في نظرية جبرية بحتة
يفترض تفسير بوم لميكانيكا الكم أن حالة الكون تتطور بسلاسة عبر الزمن دون أن تنهار الموجات الصوتية الكمّية. تتمثل إحدى مشكلات تفسير كوبنهاجن في تحديد انهيار الموجة بدقة. أكد آينشتاين أن ميكانيكا الكم غير مكتملة ماديًا وغير مرضية منطقيًا.
في كتاب «معنى النسبية» لآينشتاين كتب: «يمكن للمرء أن يعطي أسباب وجيهة لواقع لا يمكن على الإطلاق أن يمثله سياق مستمر. يبدو أنه بدءًا من ظاهرة الكم يمكن تتبع حتمية وجود نظام محدود من طاقة محدودة يمكن وصفها تماما من قبل مجموعة محدودة من الأرقام (أرقام الكم)، وهذا لا يبدو أنه يحصل وفقا لنظرية التواصل ويجب أن تؤدي إلى محاولة لإيجاد النظرية الجبرية البحتة من أجل تمثيل الواقع. لا أحد يعرف كيفية العثور على أساس لهذه النظرية».
إذا كان الوقت والفضاء والطاقة هم السمات الثانوية المستمدة من مقياس بلانك فهذا يعني أن النظام الجبري الافتراضي لآينشتاين قد حل مفارقة إي بي آر. إذا كان الواقع المادي محدودًا تمامًا، فقد يكون تفسير كوبنهاجن تقريبي لنظام معالجة المعلومات التابع لمقياس بلانك.

## التجارب المعملية
في عام 1964 ، أنتج "جون ستيوارت بيل" نظرية تسمح بتحديد مضامين تناقض EPR ، وفتح الطريق للتجربة: بذلك يمكن أن يصبح حل مفارقة EPR سؤالًا تجريبيًا ، وليس خيارًا معرفيًا.
لم تسمح التكنولوجيا في ذلك الوقت امكانية إجراء تجربة لاختبار عدم المساواة لـ " بيل "، ولكن مختبرا أخر وهو آلان أسبيه كان قادرًا على تنفيذها في عام 1981 ، ثم في عام 1982 ، في معهد البصريات في أورساي ، مما يؤكد صحة تنبؤات ميكانيكا الكم في حالة مفارقة EPR.
انطلقت هذه التجربة من قبل " أسبيه" من فكرة نشرها في وقت مبكر من عام 1976  ؛ ولكن لم يتبناها أحد منذ ذلك الحين. لهذا حصل على جائزة نوبل في الفيزياء عام 2022.
حصل على جائزة نوبل في الفيزياء عام 2022 ثلاثة من العلماء هم آلان أسبيه، فرنسا و
جون كلوزر ، الولايات المتحدة ، و أنطون تسايلينغر ، النمسا ؛ لنجاحهم 	"لإجراء تجارب على الفوتونات المتشابكة، وإثبات انتهاك عدم مساواة بيل والريادة في علم المعلومات الكمومية"
في 1988-1989 ، سمحت تجارب أخرى (ماريلاند ، روتشستر  · ),) ، أكثر تعقيدًا ، باختبار التشابك الكمي على مسافات طويلة جدًا - وتفادي العيوب التجريبية الصغيرة التي تركتها تجارب أورساي مفتوحة.
ومع ذلك ، إذا كانت هذه التجارب تشير إلى أننا نبذ إحدى الفرضيات الثلاثة (قررنا أن تصبح ميكانيكا الكم نظرية فيزيائية غير محلية ، فإن ميكانيكا الكم تصبح "نظرية فيزيائية غير محلية") ، فإنها لا تسمح بأي حال من الأحوال بنقل إشارة أسرع من الضوء (وإلا فإن " السببية " أو "النسبية " ستنتهك.)